# Mario Rodríguez Cobos

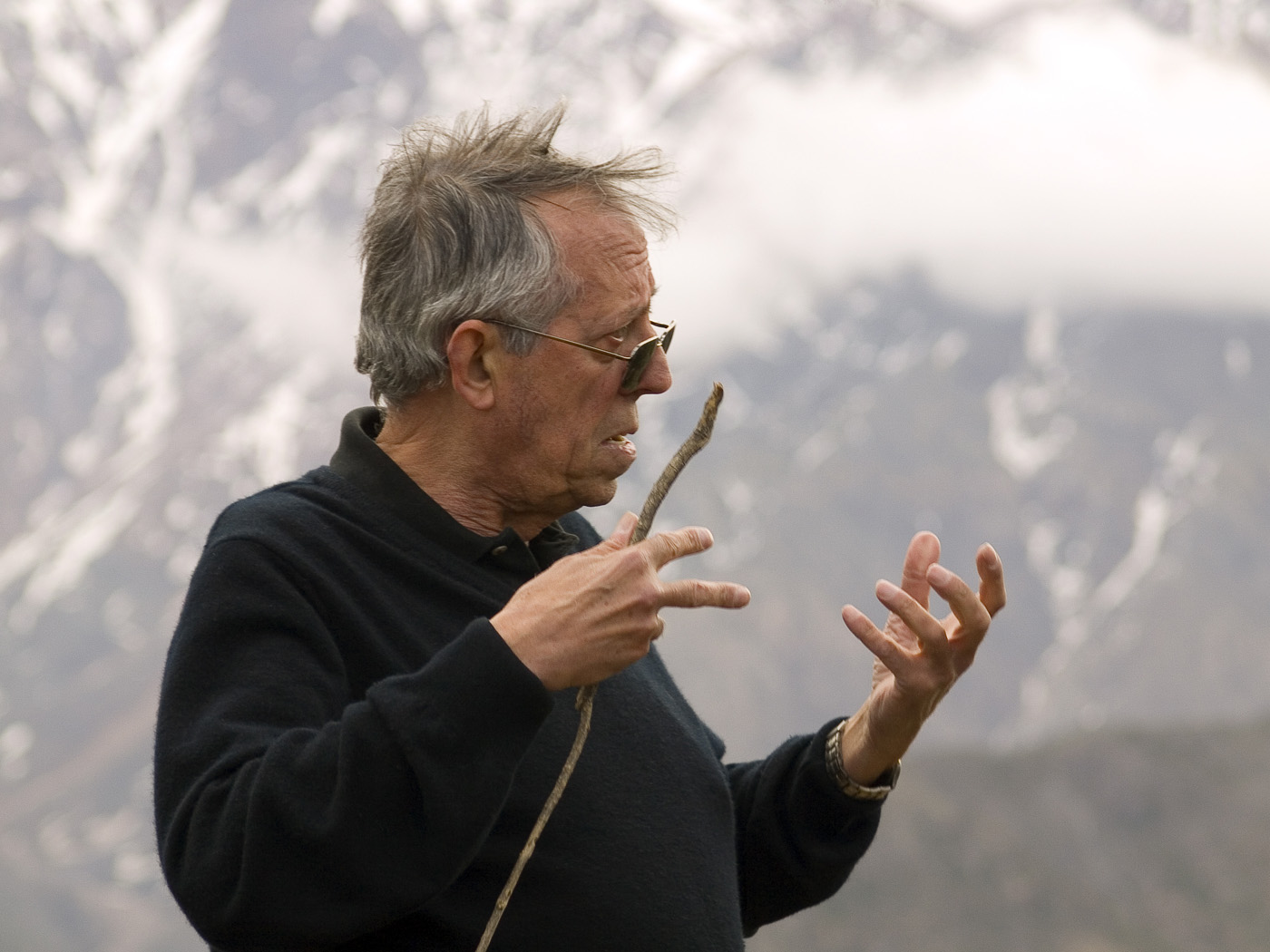
Mario Rodríguez Cobos

Mario Rodríguez Cobos, bijgenaamd Silo, (Mendoza, 6 januari 1938 - aldaar, 16 september 2010) was een Argentijns schrijver en stichter van de spirituele syncretistische Humanistische Beweging (opgericht 1969). Silo was de ideoloog van het nieuw humanisme.
- Biblioteca Nacional de España: XX1041008
- Bibliothèque nationale de France: cb122498000 (data)
- Gemeinsame Normdatei: 109337603
- International Standard Name Identifier: 0000 0001 0917 2827
- Library of Congress Control Number: n87927663
- Bibliotheek van het Japanse parlement: 032294972
- Nationale Bibliotheek van Tsjechië: js20020122028
- Nationale Bibliotheek van Israël: 987007317059005171
- Nederlandse Thesaurus van Auteursnamen: 068806426
- SNAC: w6qt0ppv
- Système universitaire de documentation: 031244882
- Virtual International Authority File: 76372882
- WorldCat: E39PBJvhjv9Gqm4dcgF3tTB773